# Пузырь «Посейдона»
Пузырь Посейдона был пузырём фондового рынка, в котором цена австралийских акций горнодобывающей промышленности взлетела в конце 1969 года, а затем рухнула в начале 1970-х. Она была вызвана открытием Poseidon Nickel ранних признаков перспективного никелевого месторождения в сентябре 1969 года.
В конце 1960-х годов никель пользовался высоким спросом из-за Вьетнамской войны, но из-за промышленных действий против крупнейшего канадского поставщика Inco наблюдался дефицит предложения. Эти факторы подтолкнули цены на никель к рекордным уровням, достигнув пика примерно в 7000 фунтов стерлингов / тонна (113 000 фунтов стерлингов в 2018 году с поправкой на инфляцию)) на лондонском рынке в начале ноября 1969 года. В сентябре 1969 года геологоразведочная компания Poseidon NL сделала крупное открытие никеля на горе Виндарра в 22 километрах к северо-западу от Лавертона, Западная Австралия. В начале сентября его акции, которые торговались на уровне $ 0,80, начали расти на инсайдерской торговле (что в то время не было незаконным). 1 октября компания Poseidon объявила, что бурение добыло 40 метров руды, в среднем 3,56 % никеля, и цена акций немедленно выросла, пока акции Poseidon не торговались на уровне $ 12,30. После этого на свет появилось очень мало дополнительной информации, но цена продолжала расти на спекуляциях. В какой-то момент британский брокер предложил стоимость до $ 382 за акцию..
Цена акций Poseidon быстро стала слишком высокой для многих инвесторов, поэтому некоторые обратились к акциям других компаний, исследующих окрестности Виндарры, и в конечном итоге к другим акциям по добыче никеля в целом. По мере роста цен на акции горнодобывающей промышленности промоутеры стали перечислять новые компании, надеясь заработать на них. С октября по декабрь 1969 года индекс ASX All Mining вырос на 44 %. Акции горнодобывающей промышленности достигли пика в январе 1970 года, а затем сразу же рухнули. Акции Poseidon достигли внутридневного максимума в 280 долларов в феврале 1970 года, а затем быстро упали.
К тому времени, когда Посейдон действительно начал производить никель, цена на него упала. Кроме того, никелевая руда была более низкого качества, чем первоначально предполагалось, и затраты на добычу были выше. Прибыли от рудника было недостаточно, чтобы удержать «Посейдон» на плаву, и в 1974 году он был принят в управление. Компания была исключена из списка участников фондовой биржи в 1976 году. WMC Resources затем взял на себя управление рудником, управляя им до 1991 года. Добыча прекратилась на горе Виндарра в 1989 году, и в Южной Виндарра в 1991 году. Гора Виндарра добыла 5,3 миллиона тонн руды с содержанием никеля 1,5 % в течение всего срока службы рудника.
В 1974 году сенатский Комитет Питера Рэя представил свой доклад о Пузыре Посейдона, в котором были задокументированы многочисленные случаи ненадлежащей торговой практики. Он рекомендовал внести ряд изменений в регулирование фондовых рынков, что в конечном итоге привело к принятию законодательства Австралии О национальных компаниях и ценных бумагах.